# 以萨迦

以萨迦支派的象征

以萨迦（יִשָּׂשׁכָר 标准希伯来语Yissaḫar, Tiberian希伯来语Yiśśâḵār, 英文Issachar）是雅各和他第一任妻子利亚的第五个儿子 (創世記35章23節)。按照创世记，以萨迦是利亚用她的大儿子流便寻见的风茄向拉结交换来与丈夫同床一夜的权利，她对雅各说，我用我儿子的风茄把你雇下了，你要与我同寝。所以利亚给生下的这个孩子起名以萨迦，意思是工价。他的后代以萨迦支派是以色列十二支派之一，住在加利利海东南。创世记49章，他父亲雅各在埃及临终前为他祝福「以萨迦是个强壮的驴，卧在羊圈之间。他看安息之处为佳，看那地为美，便低肩背重，成为服苦的仆人。」
以萨迦带着四个儿子陀拉、普瓦、约伯、伸仑和父亲雅各全家一同下埃及，死在那里也埋葬在那里。他的后代中有士师陀拉和两位以色列王国国王，巴沙和他的儿子以拉。摩西曾这样祝福：「以萨迦阿，你在帐棚里可以快乐！」（申命记33:18）
| 雅各和各个妻妾所生的子女及出生次序 |                    |                    |                    |                    |                    |                    |                    |                    |                    |            |               |           |           |             |              |              |
| 利亚                               | 利亚               | 利亚               | 利亚               | 利亚               | 利亚               | 利亚               | 利亚               | 利亚               | 利亚               | 流便（1）  | 西缅（2）     | 利未（3） | 犹大（4） | 以萨迦（9） | 西布伦（10） | 底拿（女儿） |
| 拉结                               | 拉结               | 拉结               | 拉结               | 拉结               | 拉结               | 拉结               | 拉结               | 拉结               | 拉结               | 约瑟（11） | 便雅悯（12）  |           |           |             |              |              |
| 辟拉（拉结的侍女）                 | 辟拉（拉结的侍女） | 辟拉（拉结的侍女） | 辟拉（拉结的侍女） | 辟拉（拉结的侍女） | 辟拉（拉结的侍女） | 辟拉（拉结的侍女） | 辟拉（拉结的侍女） | 辟拉（拉结的侍女） | 辟拉（拉结的侍女） | 但（5）    | 拿弗他利（6） |           |           |             |              |              |
| 悉帕（利亚的侍女）                 | 悉帕（利亚的侍女） | 悉帕（利亚的侍女） | 悉帕（利亚的侍女） | 悉帕（利亚的侍女） | 悉帕（利亚的侍女） | 悉帕（利亚的侍女） | 悉帕（利亚的侍女） | 悉帕（利亚的侍女） | 悉帕（利亚的侍女） | 迦得（7）  | 亚设（8）     |           |           |             |              |              |